# Diplectrona trifasciata
Diplectrona trifasciata är en nattsländeart som först beskrevs av Banks 1924.  Diplectrona trifasciata ingår i släktet Diplectrona och familjen ryssjenattsländor. Inga underarter finns listade i Catalogue of Life.